# Dänische Badmintonmeisterschaft 2014
Die Dänische Badmintonmeisterschaft 2014 fand vom 6. bis zum 9. Februar 2014 in Grindsted statt.

## Sieger und Platzierte
| Disziplin    | Gold                                     | Silber                               | Bronze                              |
| ------------ | ---------------------------------------- | ------------------------------------ | ----------------------------------- |
| Herreneinzel | Viktor Axelsen                           | Hans-Kristian Vittinghus             | Rasmus Gemke                        |
| Herreneinzel | Viktor Axelsen                           | Hans-Kristian Vittinghus             | Rasmus Fladberg                     |
| Dameneinzel  | Mia Blichfeldt                           | Anna Thea Madsen                     | Line Kjærsfeldt                     |
| Dameneinzel  | Mia Blichfeldt                           | Anna Thea Madsen                     | Sandra-Maria Jensen                 |
| Herrendoppel | Mads Conrad-Petersen Mads Pieler Kolding | Mathias Christiansen David Daugaard  | Niclas Nøhr Nikolaj Overgaard       |
| Herrendoppel | Mads Conrad-Petersen Mads Pieler Kolding | Mathias Christiansen David Daugaard  | Kim Astrup Anders Skaarup Rasmussen |
| Damendoppel  | Line Damkjær Kruse Marie Røpke           | Lena Grebak Maria Helsbøl            | Amanda Madsen Isabella Nielsen      |
| Damendoppel  | Line Damkjær Kruse Marie Røpke           | Lena Grebak Maria Helsbøl            | Julie Finne-Ipsen Rikke S. Hansen   |
| Mixed        | Mads Conrad-Petersen Julie Houmann       | Anders Skaarup Rasmussen Lena Grebak | Mads Pedersen Joan Christiansen     |
| Mixed        | Mads Conrad-Petersen Julie Houmann       | Anders Skaarup Rasmussen Lena Grebak | Søren Gravholt Celine Juel          |